# Culex amitis
Culex amitis är en tvåvingeart som beskrevs av William H.W. Komp 1936. Culex amitis ingår i släktet Culex och familjen stickmyggor.
Artens utbredningsområde är Venezuela. Inga underarter finns listade i Catalogue of Life.